# Ostika
Ostika (oštrica, lat. Aegilops), rod korisnog jednogodišnjeg raslinja iz porodice travovki. Dvadesetak priznatih vrsta rasprostranjeno je od Makaronezije preko mediteranskih država do Himalaja i istoćne Kine.
U Hrvatskoj raste šest vrsta valjkasta (A. cylindrica), triuncijalna ostika (A. triuncialis), jednobodljasta ostika (A. uniaristata), lorentijeva ostika (A. biuncialis; sin. Aegilops lorentii), i vrste A. geniculata i A. neglecta, obje poznate kao jajolika ostika, s time što je A. neglecta nazivana i neugledna ostika.

## Vrste
1. Aegilops bicornis (Forssk.) Jaub. & Spach
2. Aegilops biuncialis Vis.
3. Aegilops caudata L.
4. Aegilops columnaris Zhuk.
5. Aegilops comosa Sm.
6. Aegilops crassa Boiss. ex Hohen.
7. Aegilops cylindrica Host
8. Aegilops geniculata Roth
9. Aegilops × insulae-cypri H.Scholz
10. Aegilops juvenalis (Thell.) Eig
11. Aegilops kotschyi Boiss.
12. Aegilops longissima Schweinf. & Muschl.
13. Aegilops mutica Boiss.
14. Aegilops neglecta Req. ex Bertol.
15. Aegilops peregrina (Hack.) Maire & Weiller
16. Aegilops searsii Feldman & Kislev
17. Aegilops sharonensis Eig
18. Aegilops speltoides Tausch
19. Aegilops tauschii Coss.
20. Aegilops triuncialis L.
21. Aegilops umbellulata Zhuk.
22. Aegilops uniaristata Vis.
23. Aegilops vavilovii (Zhuk.) Chennav.
24. Aegilops ventricosa Tausch
25. Aegilops ×insulae-cypri H.Scholz